# 卷毛蔓乌头
卷毛蔓乌头（学名：Aconitum volubile var. pubescens）为毛茛科乌头属下的一个变种。

## 扩展阅读
- 維基物種上的相關：卷毛蔓乌头